# Star Wars (videogioco 1987)
Star Wars (スター・ウォーズ?) è un videogioco per Nintendo Famicom pubblicato da Namco, basato sul film omonimo di George Lucas (anche se alcuni livelli sono ripresi dai sequel L'Impero colpisce ancora e Il ritorno dello Jedi). È l'unico titolo di tutto il franchise ad essere stato commercializzato solo in Giappone.
Il gioco è noto per la sua elevata difficoltà. Luke infatti morirà istantaneamente se colpito, e le astronavi verranno distrutte dopo due colpi. Il gioco fornisce solo due Continue e tre vite per ognuno di essi, e ogni volta che il giocatore perde una vita dovrà tornare all'inizio del livello.
Gli sprite di gioco rappresentano erroneamente Luke coi capelli neri, anche se nella sequenza introduttiva vengono mostrati biondi.

## Modalità di gioco
Il gioco è diviso in più livelli di tipo platform a scorrimento, alternati a scene action a bordo di astronavi.
Il giocatore controlla Luke Skywalker nel suo viaggio che lo porterà ad unirsi all'Alleanza Ribelle contro l'Impero Galattico. La sua arma primaria è la spada laser, e progredendo nel gioco otterrà diverse abilità che richiedono l'uso della Forza, come flutturare, fermare e accelerare il tempo ecc. Tali poteri sono utilizzabili al prezzo di un certo numero numero di "punti Forza", che possono essere ripristinati raccogliendo i diamanti che i nemici spesso rilasciano una volta uccisi.
Ogni livello è ambientato su un pianeta diverso (il primo è Tatooine), e per l'accesso al successivo è necessario passare una sequenza action in prima persona in cui con il Millennium Falcon bisogna abbattere tutti i TIE imperiali. L'ultimo livello è ambientato sulla Morte Nera, nel corso della battaglia finale del film. I condotti dell'astronave imperiale sono qui rappresentati come un gigantesco labirinto. Raggiunto il reattore principale, i siluri al protone verranno sganciati automaticamente per distruggere la stazione. A differenza degli altri livelli, questo ha un tempo limite: se il giocatore non riesce ad arrivare al reattore in tempo, la Morte Nera distruggerà Yavin IV e la partita sarà terminata.
Alla fine di ogni livello si dovrà affrontare un boss, un apprendista di Dart Fener. All'inizio saranno identici a lui, ma si trasformeranno in altre creature dopo essere stati colpiti una volta. Nel penultimo livello (Yavin IV) il boss sarà il vero Dart Fener. Sconfitto il boss si potrà salvare un personaggio (Ian Solo, Leila Organa, Obi-Wan Kenobi, R2-D2, C-3PO e Chewbecca), il quale potrà, da quel momento in poi, assistere Luke fornendo indizi.